# Kida Khodr Ramadan
Kida Khodr Ramadan, född 8 oktober 1976 i Beirut, är en tysk-libanesisk skådespelare.
Ramadan har bland annat medverkat i TV-serierna 4 Blocks
, Gråzon och Crooks.

## Filmografi (i urval)
- 2017–2019 – 4 Blocks (TV-serie)
- 2018 – Gråzon (TV-serie)
- 2024 – Crooks (TV-serie)